# Часовая башня (Тирана)
Часовая башня (алб. Kulla e Sahatit) была построена в Тиране, столице Албании, в 1822 году Этехем-беем Молаем, поэтом-бейтеджи. Он также является автором проекта мечети Эфем-бея, расположенной рядом с часовой башней. В том же году часовой мастер Исмаил Туфина первым собрал часовой механизм этой башни. 24 мая 1948 года она получила статус памятника культуры первой категории.
Спиральная лестница состоит из 90 ступеней. Высота башни составляет 35 метров, и в момент своей постройки она являлась высочайшим зданием в Тиране. В 2016 году она подверглась реставрации, и с того времени привлекает к себе тысячи туристов. Установкой часов занимались известные часовщики из семьи Туфина. Они же следили за состоянием часов с 1822 по 1973 год, когда им запретили это делать коммунистические власти.

## История
Часовая башня в Тиране была возведена османами в исламском стиле, установленный ими колокол из Венеции звонил каждый час. Исмаил Туфина был первым её часовщиком (с 1822 года). В 1916 году в период Первой мировой войны часы были повреждены. Понадобилось продолжительное время (до 1928 года), чтобы установить новый часовой механизм, который был приобретён в Германии за 13 300 золотых франков. Эти средства были собраны среди самых богатых семей Тираны, а также выделены городскими властями. Новый механизм устанавливали часовщик Ариф Туфина и его сыновья. Из-за того, что новый механизм был больше, чем существовавшая тогда башня, пришлось надстроить ещё 5 метров и возвести новую крышу.
В 1928 году городские власти приобрели в Германии настоящие часы, что потребовало перестройки верхних этажей. Часы были разрушены в результате бомбардировок во время Второй мировой войны и были заменены в 1946 году на часы с римскими цифрами из шкодерском церкви. В 1970 году часы с римскими цифрами были заменены на китайские. В 1981 и 1999 годах башня подвергалась реконструкции. С 1996 года доступ на её вершину предоставляется бесплатно. В 2010 году власти Тираны в целях развития туризма инициировали новую реставрацию часовой башни.

## Архитектура
Основание часовой башни (цокольный этаж) имеет квадратную форму, а в верхней её части находится часовой механизм. Башня имеет только одни входные ворота. Нижняя её часть отличается толстыми каменными стенами, поддерживающими деревянные лестницы, ведущие на вершину башни. Освещение внутри строения обеспечивается за счёт узких окон. В верхней части башни заметны следы модификаций, произведённых в 1928 году для размещения там новых часов.

## Галерея

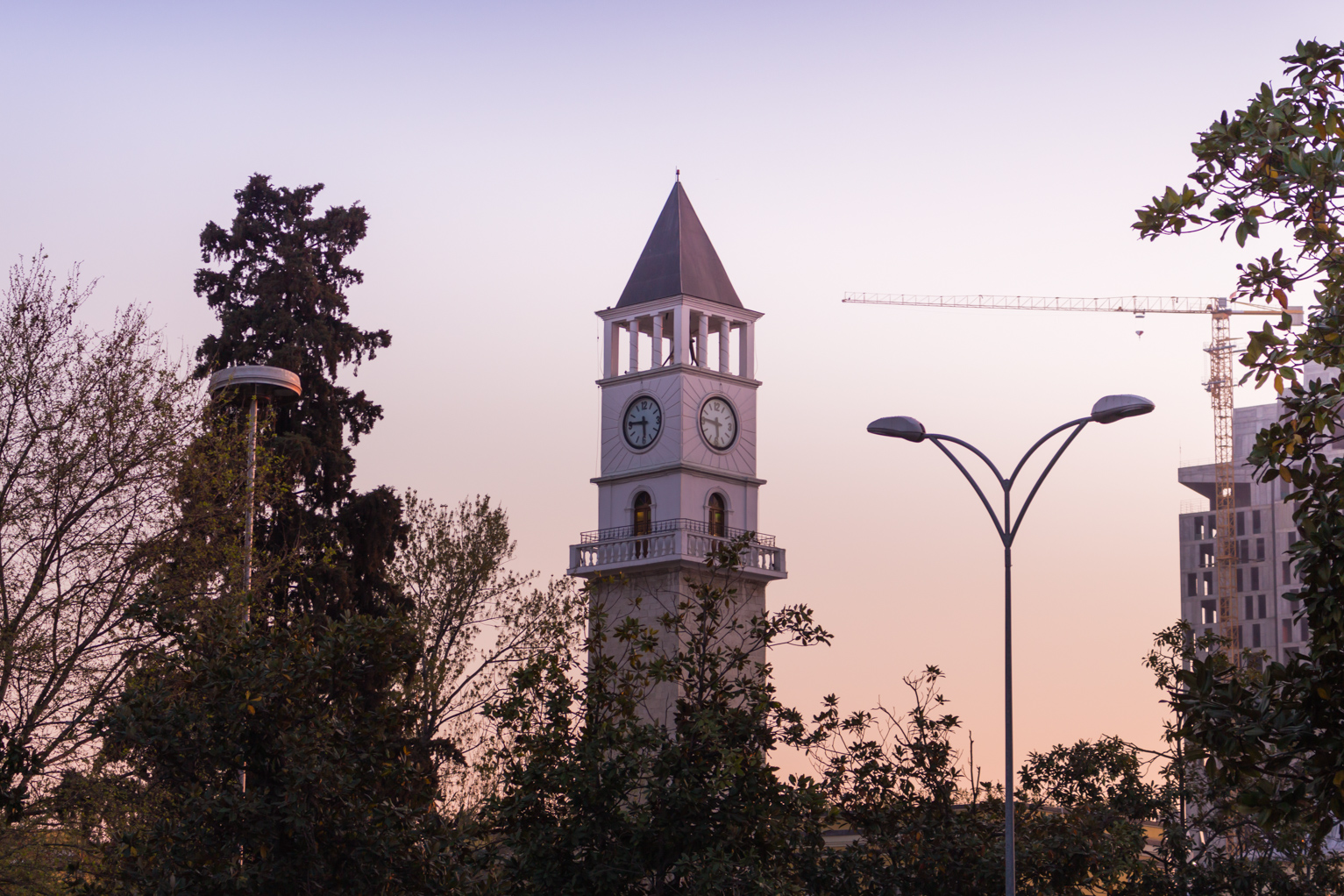
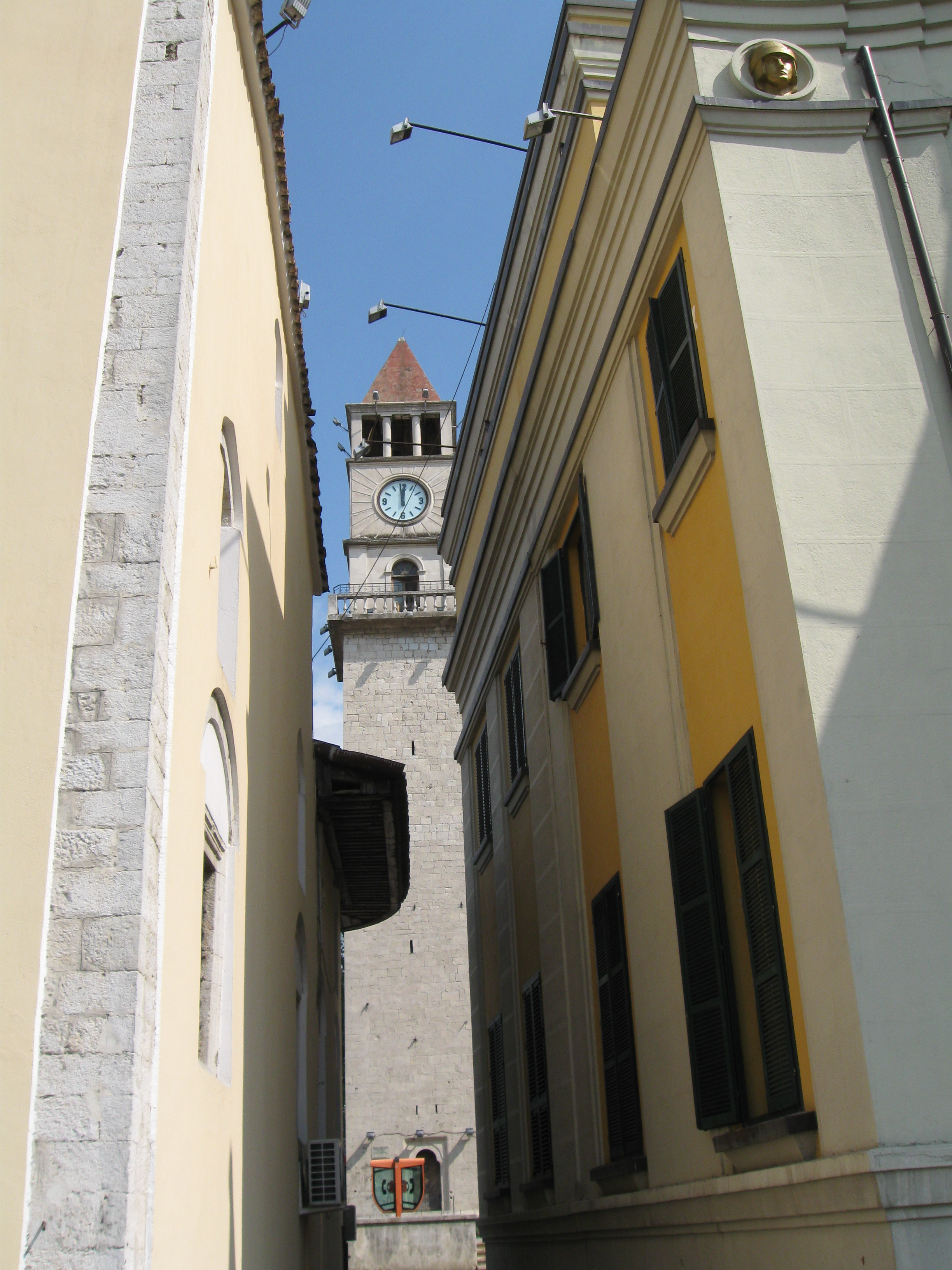
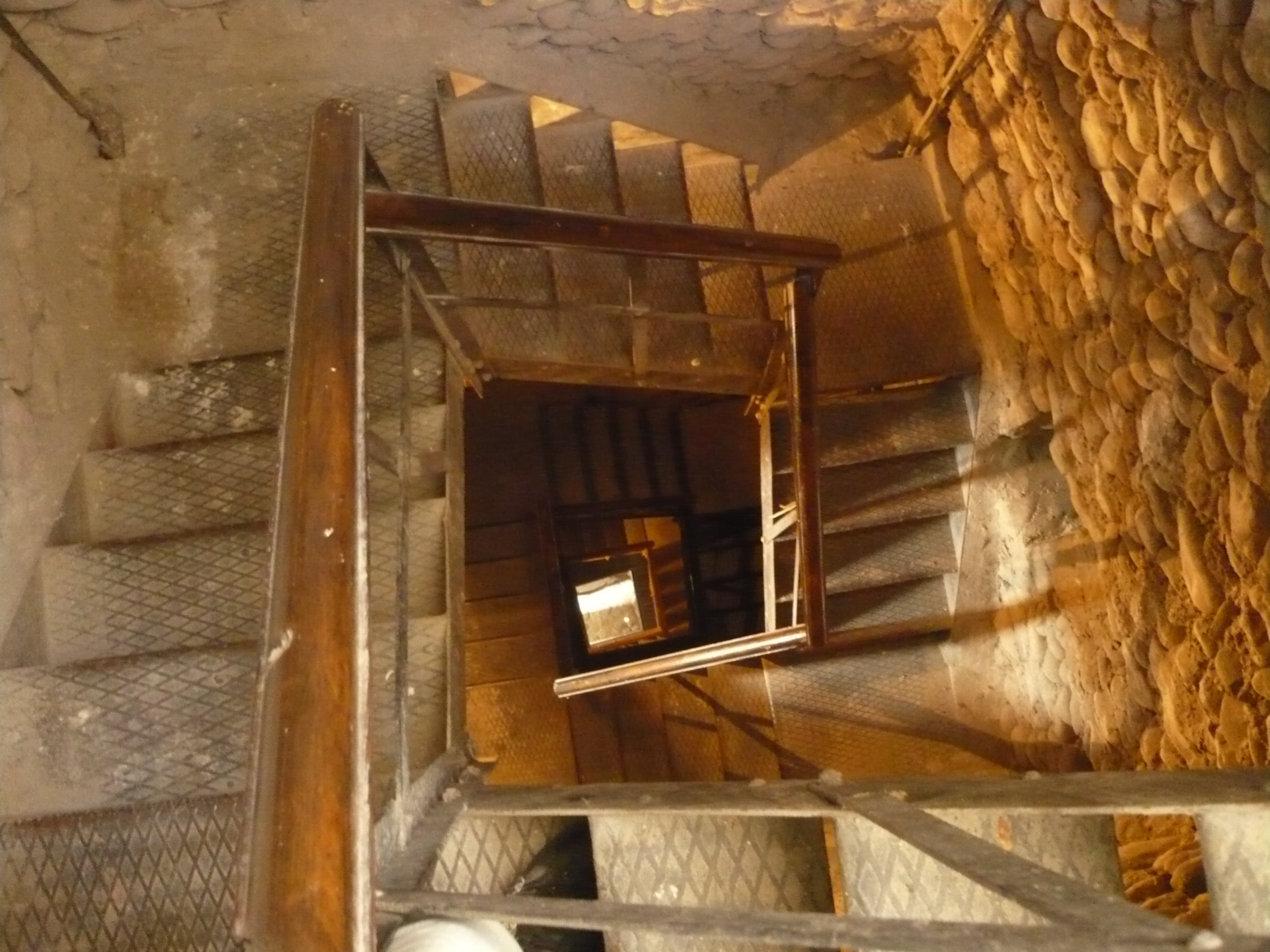
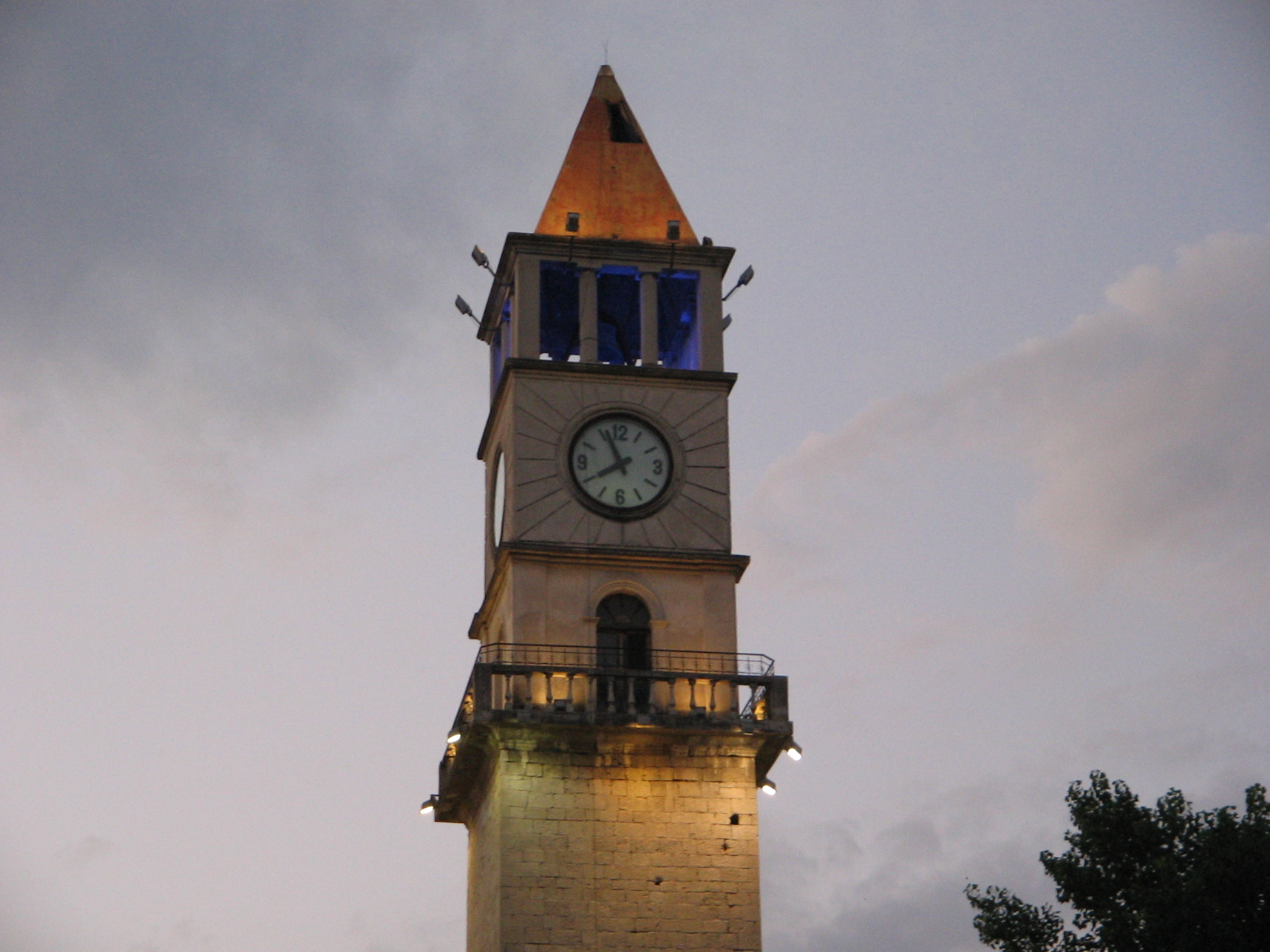
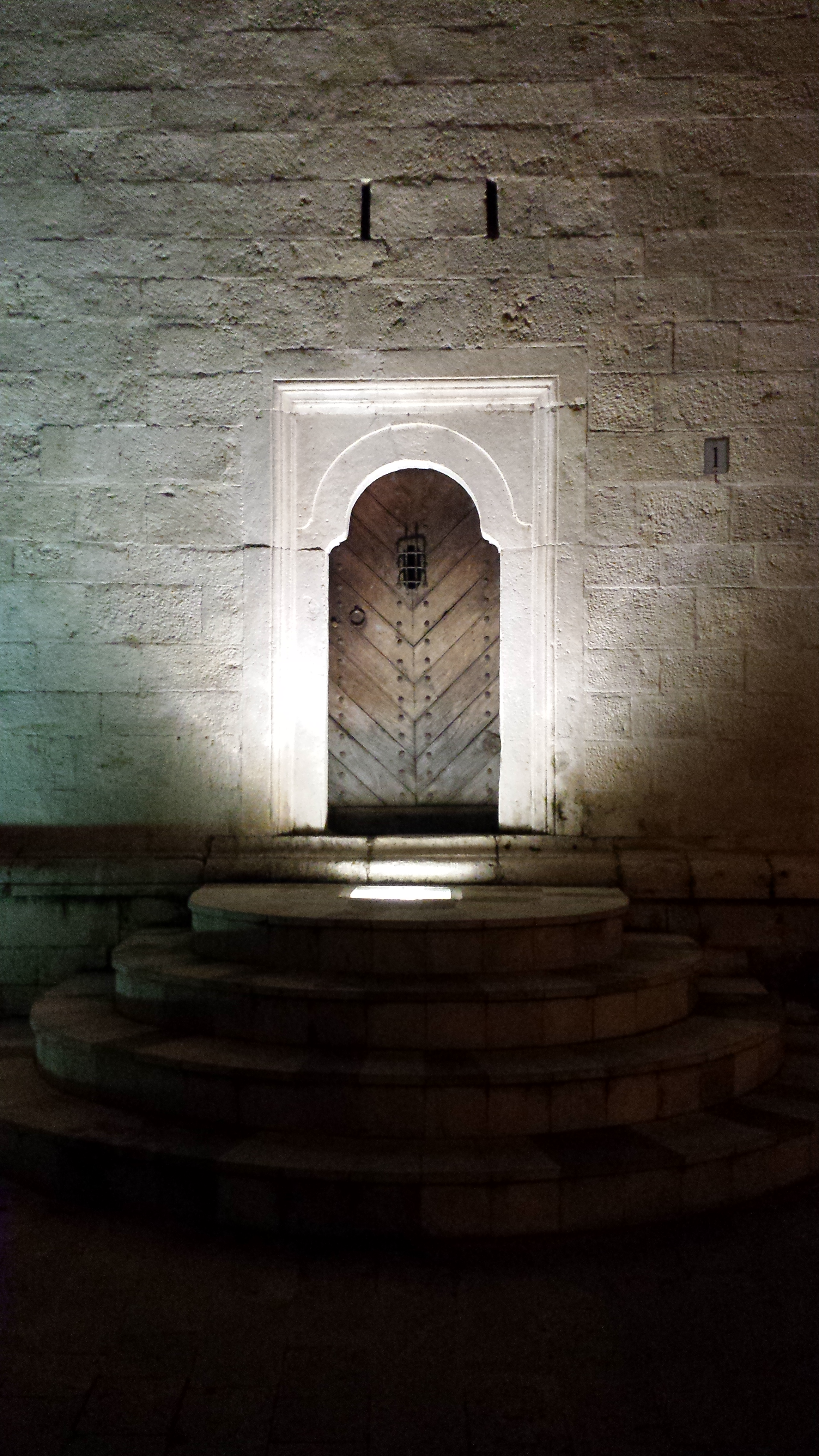